# 拉皮德里弗鎮區 (密歇根州)
拉皮德里弗鎮區（英語：Rapid River Township）是位於美國密歇根州卡爾卡斯卡縣的一個行政鎮區。

## 地方資料
拉皮德里弗鎮區的面積為91.30平方千米，當中陸地面積為91.00平方千米，而水域面積為0.30平方千米。根據2020年美國人口普查的數據，當地共有人口1245人，而人口密度為每平方千米13.64人。